# Privilegie der Visscherie
Het Privilegie der Vischerie is een charter dat uitgevaardigd werd in 1666 door koning Karel II van Engeland ter voordele van de stad Brugge. Als dank voor de gastvrijheid tijdens zijn verblijf in Brugge (1656-1659) verleende hij hun het recht om ten eeuwigen dage met 50 boten in de Engelse kustwateren te vissen.
Het Charter raakte in de loop der tijd in de vergetelheid, maar zorgde tot tweemaal toe voor wat internationale commotie. De rechtskracht van dit document voor de moderne visserij staat heden ten dage nog steeds enigszins ter discussie.

## Geschiedenis

### Karel II in Brugge

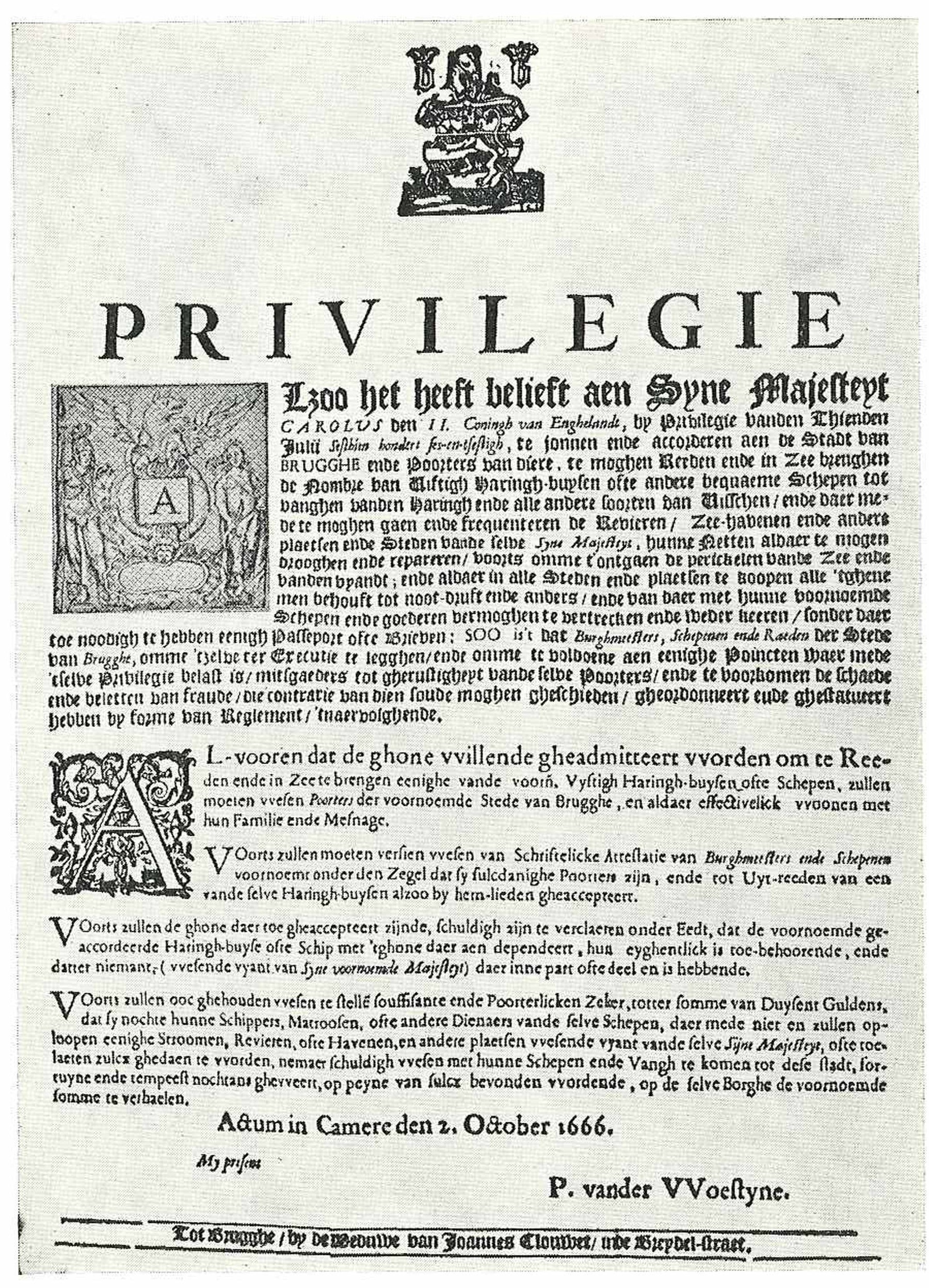
Bekendmaking van het Privilegie per aanplakking

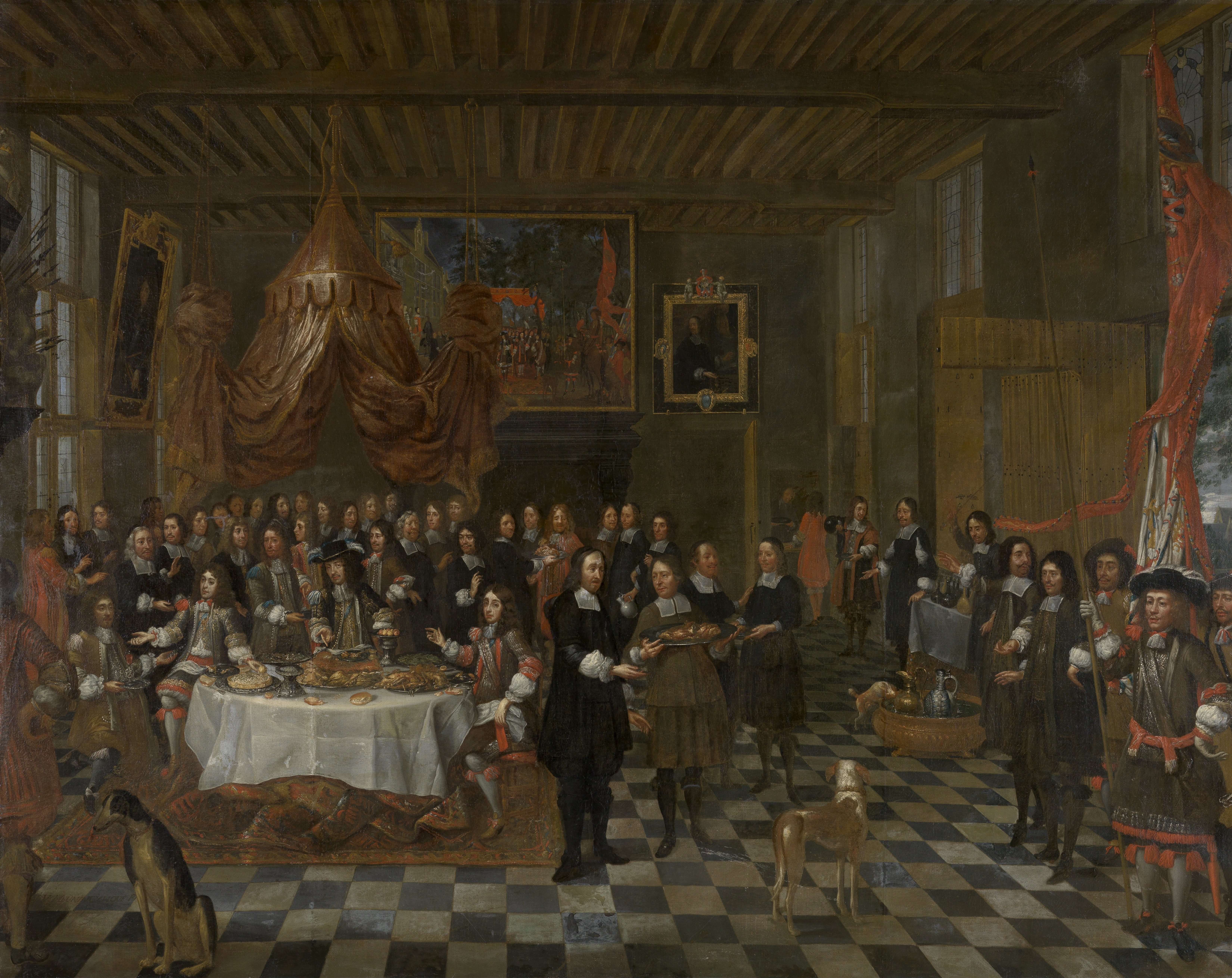
Karel II bij de Brugse Sint-Barbaragilde.

Na in 1651 door Oliver Cromwell te zijn weggejaagd uit Engeland, zoekt Karel II eerst onderdak in Parijs en Keulen. Wanneer hij wil doorreizen naar Brussel wordt zijn verblijf door Filips IV  officieel geweigerd omdat deze elke moeilijkheid met Cromwell wil vermijden. Echter, achter de schermen sluiten de twee vorsten op 12 april 1656 een overeenkomst waarin Filips ridders en infanterie belooft om de Engelse troon te heroveren. In deze overeenkomst wordt Karel ook de toestemming gegeven om zich incognito in Brugge te installeren.
Tijdens zijn driejarige verblijf in de Brugse binnenstad neemt Karel actief deel aan het verenigingsleven en wordt onder andere lid van de Sint-Jorisgilde. Bij deze verenigingen smeedt Karel enkele strategische vriendschappen. Zo verwijzen vele latere brieven bijvoorbeeld naar Marc ridder Arrazola de Oñate (geschreven als Marc d'Ognate) als zijnde zijn vriend en gids in Brugge. Deze van oorsprong Spaanse edelman is niet enkel het Engels machtig dankzij zijn Britse moeder, maar heeft ook goede connecties met het centrale bestuur in Brussel via zijn vader - voormalig kamerheer van Aartshertogen Albrecht en Isabella - en zijn broers Jan en Michel - raadsheren in achtereenvolgens de Raad van Financiën en de Rekenkamer.
Gezien de veranderende omstandigheden in Engeland - Richard Cromwell heeft zijn vader vervangen na diens overlijden - neemt Karel in 1659 officieel intrek in Brussel om vandaar een eventuele terugkeer voor te bereiden. In juni 1660 bestijgt Karel II weer officieel de troon van Engeland.

### Afvaardiging naar Engeland
Zes jaar na het vertrek van Koning Karel wordt de voornoemde ridder Arrazola de Oñate door landvoogd Francisco de Castel Rodrigo als Buitengewoon Ambassadeur naar Londen gestuurd om daar in naam van Koning Filips IV van Spanje over een handelsverdrag te onderhandelen en te ondertekenen.
Ondanks verschillende verwijzingen naar dit verdrag lijkt de tekst zelf niet meer te bestaan in de officiële verzamelingen, noch in officiële correspondentie bewaard in de Rijksarchieven.. Desalniettemin lezen we bij Armand de Behault de Dornon dat "in het verdrag een nieuwe haven aan de Vlaamse kust voorgesteld werd met een kanaal lopende tot in Brugge".
Ongeacht het verdwenen handelsverdrag beschikt de Stad Brugge vandaag wel nog steeds over het Privilegie der Visscherie. Dit charter werd door Karel II persoonlijk aan ridder Arrazola overhandigd wanneer de Koning door het Brugse bezoek in Londen zich herinnerde hoe hij genoten had van de Brugse gastvrijheid. Als blijk van erkentenis gaf hij de Stad Brugge het eeuwige voorrecht om onder complete handelsvrijheid vijftig schepen te laten vissen voor de kusten van Engeland en Schotland.

### Terugkomst in Brugge
Bij de thuiskomst van ridder Arrazola werd het Privilegie op 2 oktober 1666 aangekondigd aan de bevolking middels de aanplakborden en kortelings vertrokken de eerste schepen richting Engelse wateren.
Een opeenvolging van Europese oorlogen verhinderde sinds 1674 het effectieve gebruik van het Privilegie tot 1835, wanneer het opnieuw gebruikt werd door heer Fourny de Bruges.

## Conflicten

### 19de eeuw
Rond 1849 beginnen de eerste onderhandelingen tussen het jonge Koninkrijk België en het Verenigd Koninkrijk inzake het afsluiten van een Visserijconventie. Met deze conventie wil Groot-Brittannië voor zijn bevolking het exclusieve recht afdwingen om te vissen tot drie mijl van de kust. De Belgische visserij, sinds langs actief voor de Schotse kusten, zou hierdoor zware schade berokkend worden. Een lange diplomatieke correspondentie komt op gang.
Oud-Eerste Minister en buitengewoon gezant in Londen, Sylvain Van de Weyer streefde naar het behoud van een status quo ten opzichte van de Belgische vissers. Het Belgische standpunt in de zaak wordt echter stevig aangesterkt wanneer ene meneer Sinave, voorzitter van de Brugse Kamer van Koophandel, op 10 juni 1850 in een brief aan toenmalig Minister voor Buitenlandse Zaken d'Hoffschmidt het bestaan van het Brugse Privilegie der Visscherie kenbaar maakt. De Belgische regering stuurt, in de hoop dat de rechten uit dit document zouden kunnen gelden voor alle Belgen en bevestigd worden in een nieuwe internationale overeenkomst, een afschrift van het oude charter naar de Britse regering, die zich verbaasd toont over het bestaan van het document en een onderzoek instelt.
Niet verwonderlijk weigeren de Britten kordaat om het privilegie toe te passen op alle Belgen. Over de rechtsgeldigheid lijken ze geen standpunt te willen innemen op papier: in een brief aan de Belgische ambassadeur laat de Britse Minister van Buitenlandse Zaken het volgende weten:
... the undersigned has the honour to inform M. Van de Weyer that the persons claiming under these Charters must establish their claims in the proper Law Courts of England and Scotland, and that after the Belgian Fishermen will not be allowed to fish on the Coast of the United Kingdom except in so far as any of the parties claiming shall have succeeded in establishing their rights in due course of Laws. H.J. Temple, Brits Minister van Buitenlandse Zaken 1846-1851 
Wanneer duidelijk wordt voor de Belgische Staat dat rechtens afdwingbare antwoorden enkel bekomen kunnen worden voor een Britse rechtbank, en dat de opbrengsten slechts gering zouden zijn gezien de beperking tot enkele Brugse vissersschepen, laat men het Brugse College weten dat de Staat geen verdere stappen zal ondernemen. De afzienbare kosten in acht nemend staakt ook Brugge verdere juridische stappen.
In tussentijd verhit de vraag echter de Kamer. Het stilzitten van de regering en de naderende ondertekening van de Visserijconventie geven aanleiding tot verschillende vragen en debatten, die er uiteindelijk toe leiden dat op 27 maart 1852 Kamer en Senaat de ondertekende Visserijconventie goedkeuren met uitdrukkelijke verwijzing naar het Privilegie der Visscherie van Karel II in de motieven:
... (la convention) attribue aux pècheurs des deux États le traitement de la nation la plus favorisée pour l'exercise de la pêche sur les còtes de chaque pays, sans préjudice des droits que les pecheurs belges pourraient tirer des chartes du roi Charles II.— Exposé des Motifs 

### 20ste eeuw

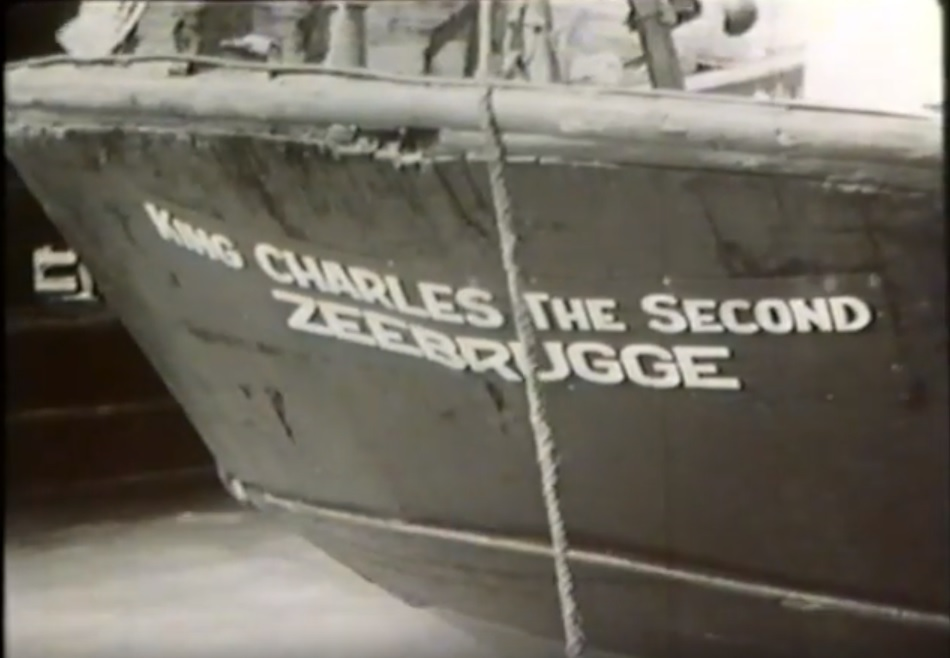

In 1960 komt het bestaan van het het Charter de Bruggelingen ter ore. Hoewel het originele charter ondertussen niet meer te vinden is in de Brugse Stadsarchieven, ziet men het groot. Schepen Victor Depaepe stelt voor om ten voordele van de (Zee-)Brugse vissers de verloren gewaande rechten nieuw leven in te blazen. Hij neemt meteen de teugels in handen en schaft zich een visserijschip aan. Hij schrijft vervolgens op 12 juni 1963 brieven naar het Belgisch Ministerie van Buitenlandse Zaken, de Britse Koningin Elizabeth in persoon en de Britse Eerste Minister Harold Macmillan. In dit schrijven stelt hij beide landen op de hoogte van zijn intenties, dat hij geen piraat was, en dat hij hoopte opgepakt te worden voor illegaal vissen opdat hij zijn claim zou kunnen voorleggen aan een Britse rechtbank.
Op 8 juli 1963 verlaat Depaepe de haven van Zeebrugge aan boord van de trawler Z.264, die voor de gelegenheid is omgedoopt tot King Charles the Second. Aangekomen in Britse wateren wordt hij al snel onderschept door de Britse Marine voor de kust van Seaford. De Britse overheid had gevolg gegeven aan de brieven die hij had verstuurd en wachtte Depaepes kleine schip op met verschillende snelle patrouilleschepen uit de Brave-klasse. Onder veel mediabelangstelling werd de "gentleman-pirate" gearresteerd.
In voorbereidingen op het Britse geding worden alle Brugse archieven nogmaals van boven tot onder uitgekamd op zoek naar het originele Charter. Op 27 september 1963 wordt het document teruggevonden op de zolder van het Stadsarchief, dat in die tijd boven het postkantoor op de Markt gevestigd is. Het geding dat Depaepe voor ogen had, kwam er echter nooit. De redenen waarom werden zo'n goede 35 jaar later duidelijk toen de interne Britse documenten over de zaak Depaepe werden vrijgegeven. Waar de Britse juristen het Belgisch initiatief eerst op hoongelach ontvingen, moesten ze hun mening nadien danig bijschaven. Uit de documenten blijkt dat de advocaten van de toenmalige Britse minister van Landbouw adviseerden een rechtszaak tegen Depaepe te vermijden omdat het Privilegie van Karel II inderdaad nog steeds rechtsgeldig zou kunnen zijn. Er werd namelijk geen enkele wet uitgevaardigd die deze rechtsgeldigheid tenietdeed. Alle nieuwe visserijwetten, die per algemeen rechtsbeginsel lex posterior derogat legi priori voorgaan op de oudere wet, zouden te algemeen zijn om zo'n specifieke koninklijke gunst automatisch buiten werking te stellen per lex specialis derogat legi generali. Juristen gaven aan dat enkel een nieuwe wet volledige zekerheid zou geven, maar dat dit tegelijkertijd het gelijk van Depaepe zou aangeven.
Hoewel deze historie uiteindelijk met een sisser afliep, werd in 1999 nogmaals gewag gemaakt van het Privilegie en van Depaepe wanneer Jacques De Volder in 1999 een parlementaire vraag stelde aan bevoegd minister voor Landbouw Rik Daems betreffende de rechtsgeldigheid van het Privilegie en of deze bereid zou zijn contact op te nemen met zijn Britse collega. Het antwoord van de minister maakt verwijzing naar de Europese verordening van 25 januari 1983 houdende bepaalde technische maatregelen voor het behoud van de visbestanden. Hierin wordt namelijk de onderlinge toegang voor visvangst geregeld die Lidstaten hebben tot elkaars territoriale wateren op basis van zogenoemde historische visserijrechten. Hij zou laten nakijken of bij het opstellen van deze Verordening inderdaad rekening was gehouden met het Privilegie. Enig vervolg op deze mondelinge vraag is nooit publiek gemaakt.

### 21ste eeuw
In het kader van de Brexit-onderhandelingen met het Verenigd Koninkrijk liet de Vlaams minister van Visserij Hilde Crevits op 8 oktober 2020 weten dat de Vlaamse regering het privilege als stok achter de deur wilde gebruiken indien een visserij-akkoord met het Verenigd Koninkrijk zou uitblijven. Zo zou een deel van de visserijvloot na 2021 nog toegang kunnen hebben tot de Britse wateren.